# Windows-Adressbuch
Das Windows-Adressbuch ist eine Komponente von Windows. Sie ermöglicht es Benutzern, eine Liste von Kontakten zu unterhalten, die mehreren Programmen zur Verfügung steht. Es wird hauptsächlich von Outlook Express genutzt. Es wurde 1996 mit dem Internet Explorer 3 eingeführt und in den folgenden Versionen verbessert. Das API des Windows-Adressebuchs LDAP kann Server abfragen oder Daten in lokale .wab Dateien einschreiben oder auslesen. In Windows Vista wurde das Windows-Adressbuch durch die Windows Kontakte ersetzt.

## Überblick
Das Windows-Adressbuch ist eine Anwendung mit einer lokalen Datenbank und Benutzeroberfläche zum Suchen und Bearbeiten von Informationen über Menschen; sie ermöglicht es, über das Lightweight Directory Access Protocol Verzeichnisdienste abzufragen. Auch andere Anwendungen können auch das Windows-Adressbuch benutzen. Microsoft Office Outlook verwendet das eigene PST Format zum Speichern von E-Mails. Es kann jedoch Kontakte aus dem .WAB Format importieren. Microsoft Exchange und der Windows Live Messenger verwenden .PAB-Dateien als persönliche Adressbücher.

## Eigenschaften
- Kann umfassende Kontaktinformationen in Registerkarten speichern einschließlich persönlicher und geschäftlicher Informationen.
- Ist in Outlook Express integriert.
- Hat einen programmierbareren API für die Zusammenarbeit mit anderen Anwendungen. Anwendungen können auch funktional erweitert werden, beispielsweise durch das Hinzufügen von Registerkarten und Feldern um zusätzlich Informationen zu speichern, oder das Anpassen der Symbolleiste.
- kann Kontakte in Kontaktgruppen und Ordnern speichern.
- Kann zur Sicherheit bestimmten Kontakten nur plain text E-Mails schicken.
- Kann Datensätze in den Formaten vCard 2.1 und CSV exportieren und importieren.
- Kann auch von LDIF und anderen Formaten importieren.
- Kann nach Einträgen in der Kontaktdatenbank suchen oder Kontakte nach Vornamen oder Nachnamen sortieren.
- Automatisches Hinzufügen von Kontakten aus empfangenen E-Mails.
- Druckt Kontaktlisten als Memo, Visitenkarte oder Telefonliste.

## Sicherheitsrisiko
Im Mai 2004 hat der ILOVEYOU Virus gezeigt, dass das Windows-Adressbuch missbraucht werden kann, um schädliche Software zu verbreiten, und zwar durch den Zugriff auf Benutzerkontakte und dem Versenden von E-Mails an diese. Dieser Ansatz wurde seitdem von vielen kommerziellen Spammern übernommen.

## Integration mit MS Outlook
Einer der undokumentierten Eigenschaften des Windows-Adressbuchs ist die Integration mit Microsoft Office Outlook. Ein Registrierungswert muss in diesen Registrierungsschlüssel eingefügt werden:
(Hinweis: Man sollte eine Sicherungskopie der Registrierungsdatenbank machen, bevor man Änderungen vornimmt.)
 HKCU\Software\Microsoft\WAB\WAB4 
Ein DWORD-Wert namens "UseOutlook" (wenn nicht bereits vorhanden) kann mit einem Wert von 1 geschaffen werden. Danach werden Outlook-Kontakte mit dem Windows-Adressbuch geteilt. Dies funktioniert nur bis zu Windows XP und Outlook 2003. Windows-Kontakte, mit Windows Vista eingeführt, bietet keine Unterstützung für die gemeinsame Nutzung von Kontakten mit Outlook. Die obige Methode funktioniert mit jeder Version von Outlook bis zu Outlook 2003, obwohl neuere Versionen es nicht als konfigurierbare Option in der Benutzeroberfläche aufführen.